# Czechosłowacja na Letnich Igrzyskach Olimpijskich 1988
Czechosłowację na Letnich Igrzyskach Olimpijskich 1988 reprezentowało 163 zawodników, 110 mężczyzn i 53 kobiety.

## Zdobyte medale
| Medal  | Zawodnik                     | Dyscyplina    | Konkurencja           |
| ------ | ---------------------------- | ------------- | --------------------- |
| Złoto  | Miroslav Varga               | Strzelectwo   | Karabin sportowy 50 m |
| Złoto  | Jozef Pribilinec             | Lekkoatletyka | Chód na 20 km         |
| Złoto  | Miloslav Mečíř               | Tenis ziemny  | Gra pojedyncza        |
| Srebro | Jana Novotná Helena Suková   | Tenis ziemny  | Gra podwójna          |
| Srebro | Jan Železný                  | Lekkoatletyka | Rzut oszczepem        |
| Srebro | Miloslav Bednařík            | Strzelectwo   | Trap                  |
| Brąz   | Józef Lohyňa                 | Zapasy        | – 82 kg               |
| Brąz   | Miloslav Mečíř Milan Šrejber | Tenis ziemny  | Gra podwójna          |